# Cappella
Cappella – angielsko-włoska grupa wykonawców muzyki eurodance, która osiągnęła międzynarodowy sukces we wczesnych latach 90. XX wieku.

## Albumy
- 1989 Helyom Halib
- 1994 U Got To Know
- 1996 War In Heaven
- 1998 Cappella

## Single
- 1991 Take Me Away
- 1993 U Got 2 Know
- 1993 U Got 2 Let The Music
- 1994 Move On Baby
- 1994 U & Me
- 1994 Move It Up
- 1995 Tell Me The Way
- 1996 Turn It Up And Down
- 1997 U Tore My World Apart
- 1997 The Power Of Love
- 1999 Be My Baby

## Kompilacje
- 2005 Best Of